# Airbus Helicopters RACER
L'Airbus Helicopters RACER (Rapid and Cost-Effective Rotorcraft) est un girodyne construit par Airbus Helicopters. Successeur technologique de l'Eurocopter X3, il ambitionne de trouver un compromis suffisamment performant et économique dans la conception de girodynes haute vitesse pour pouvoir, s'il est validé, donner naissance à un produit commercial réussi.

## Historique
Alors que l'Eurocopter X3 était autofinancé, RACER est réalisé dans le cadre du partenariat Clean Sky 2, qui est financé à parts égales par l'Union européenne et l'industrie aéronautique. Le programme a pris plusieurs années de retard : le premier vol, initialement envisagé fin 2022, a finalement eu lieu le 25 avril 2024 à Marignane, le démonstrateur a effectué sa première présentation en vol au public en juin 2025 lors du Salon International de l'Aéronautique et de l'Espace du Bourget.

## Conception
Le RACER est un girodyne, c'est-à-dire un aéronef dont la sustentation est assurée par un rotor principal, comme sur un hélicoptère, mais dont la propulsion est effectuée par un autre dispositif. Cet autre dispositif est ici composé de deux hélices propulsives, placées à l’arrière de deux nacelles latérales, dont la forme participe elle-même à la propulsion par la création d’un vortex.
En plus de ses doubles hélices propulsives, différentes de celles de l’Eurocopter X3 qui étaient tractives, le RACER présente plusieurs caractéristiques remarquables. Il s’agit notamment des ailes supportant les nacelles moteur, qui fournissent de la portance tout en minimisant l'obstruction du flux d'air du rotor principal, et d’un empennage dépourvu de rotor anticouple mais muni de gouvernes. Celui-ci est également asymétrique, prévu pour faciliter le vol stationnaire et augmenter la vitesse par génération d’un vortex.
Le système de pilotage des moteurs est également original, avec un « eco-mode » permettant une vitesse de 180 nœuds (333 km/h) sur un seul moteur, poussé à 90% de sa puissance. Il inclut un système de veille permettant une réduction de la consommation en vitesse de croisière pouvant s’élever jusqu’à 15%, et permet un retour rapide à la puissance maximale grâce à un moteur électrique.

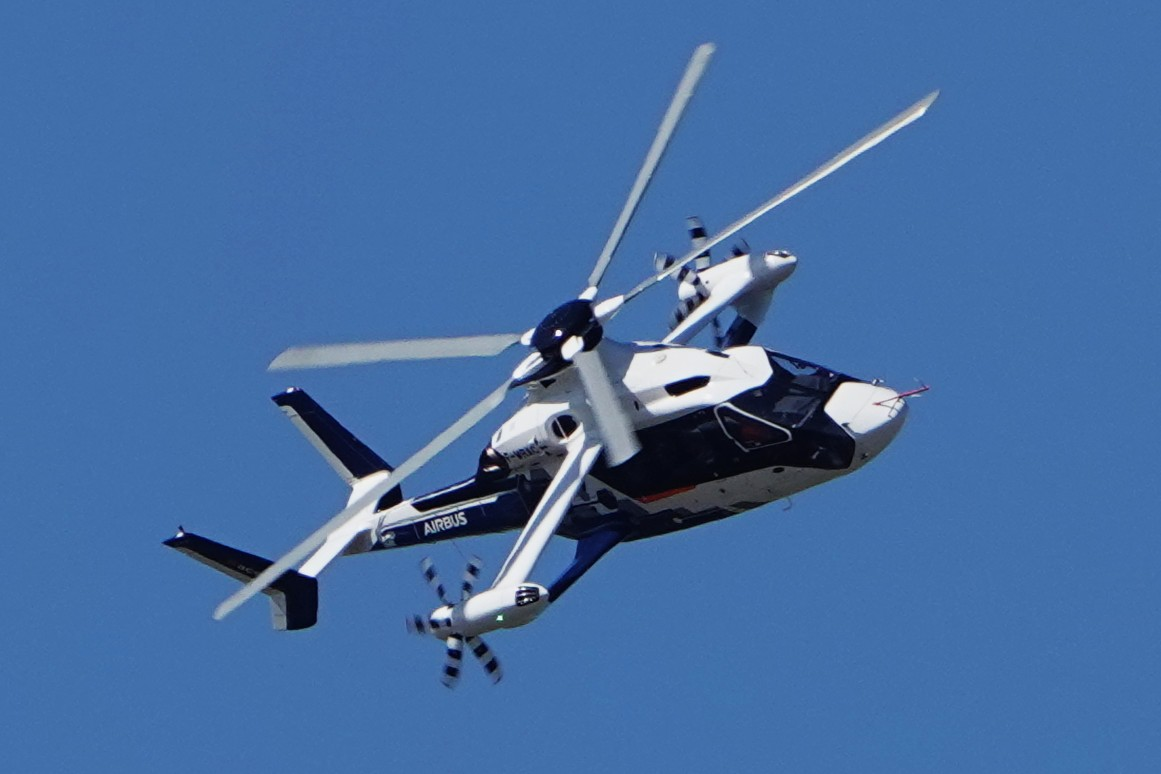
En vol en 2025.
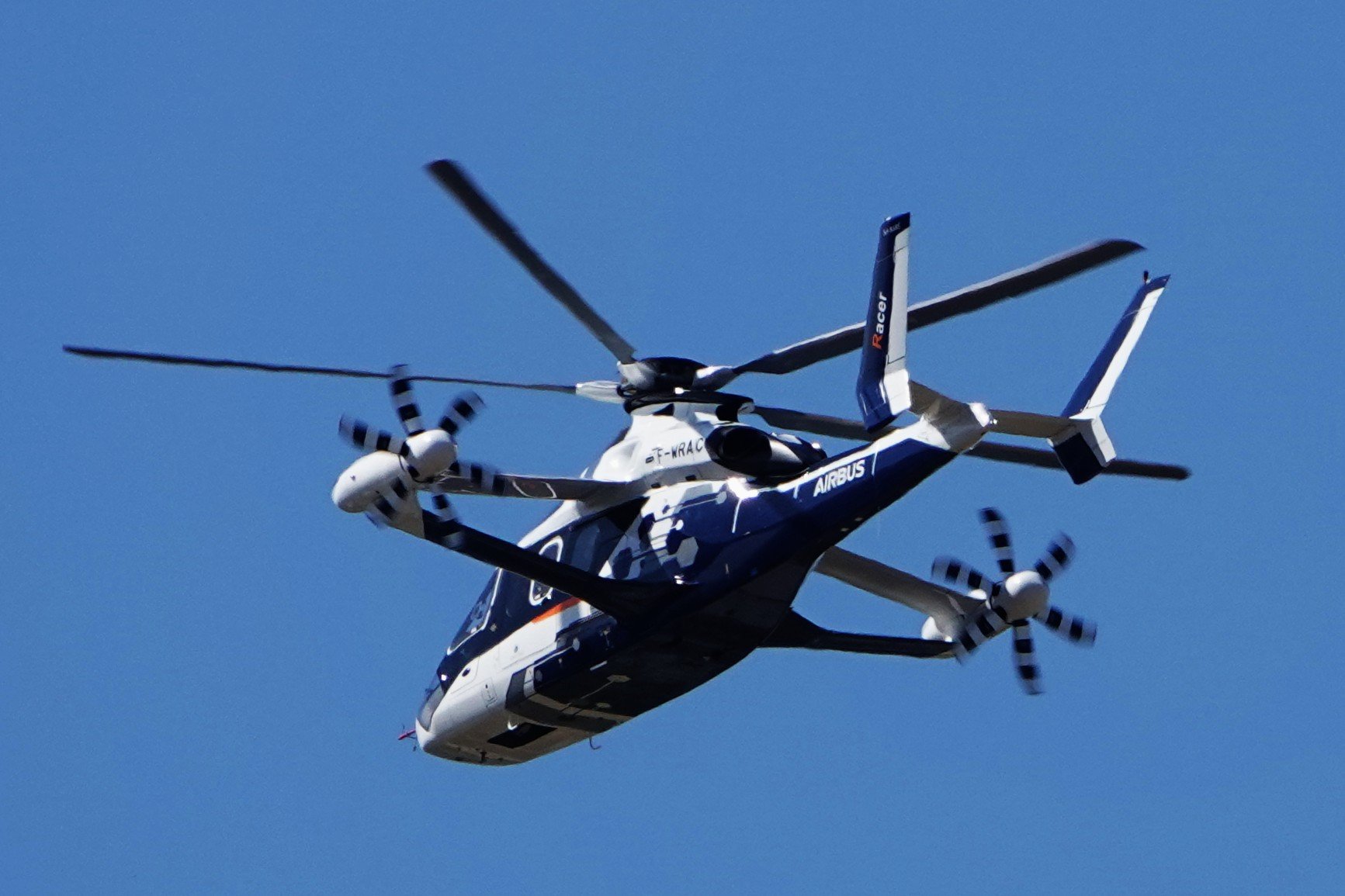
En vol en 2025.
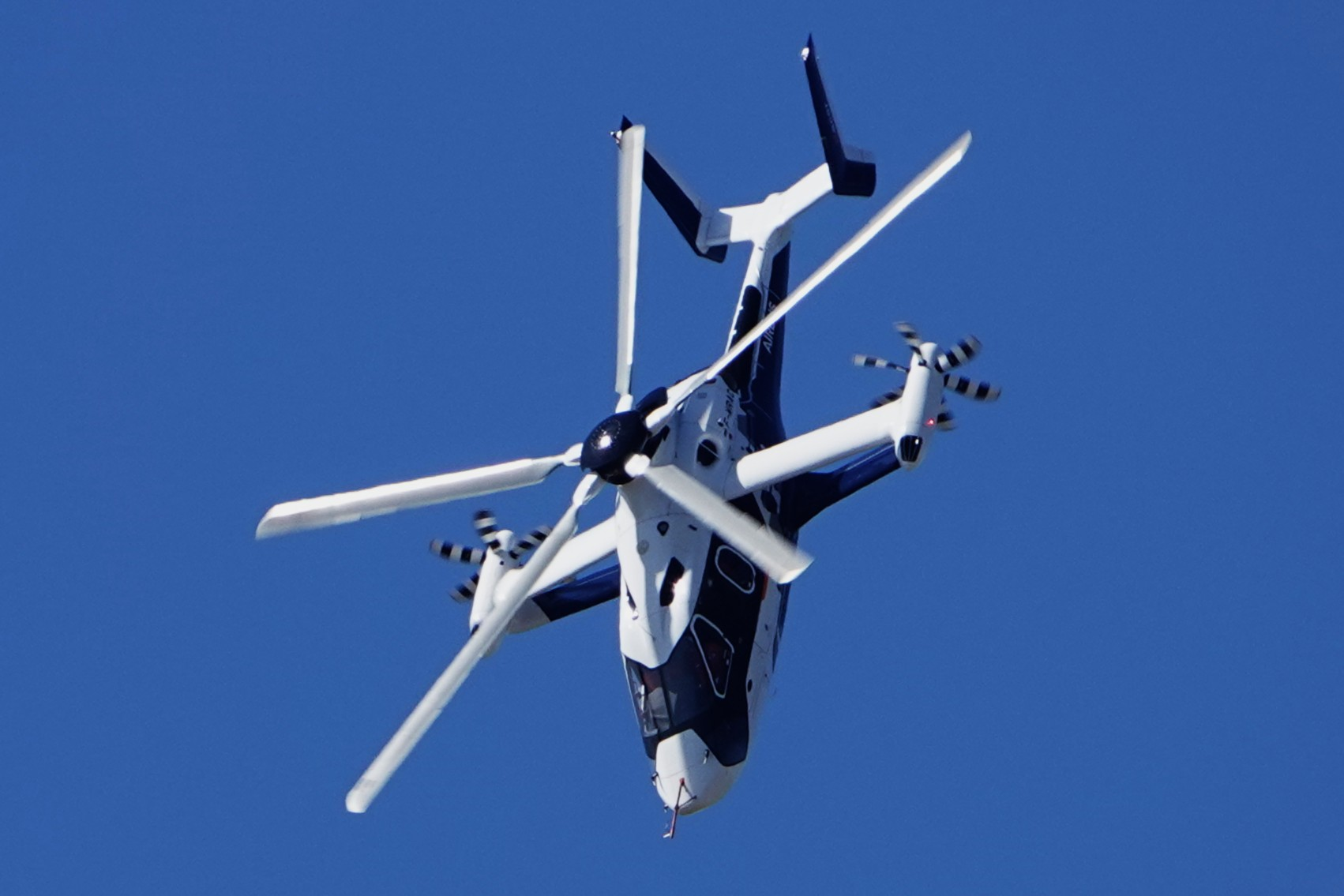
Vu de desus en 2025.
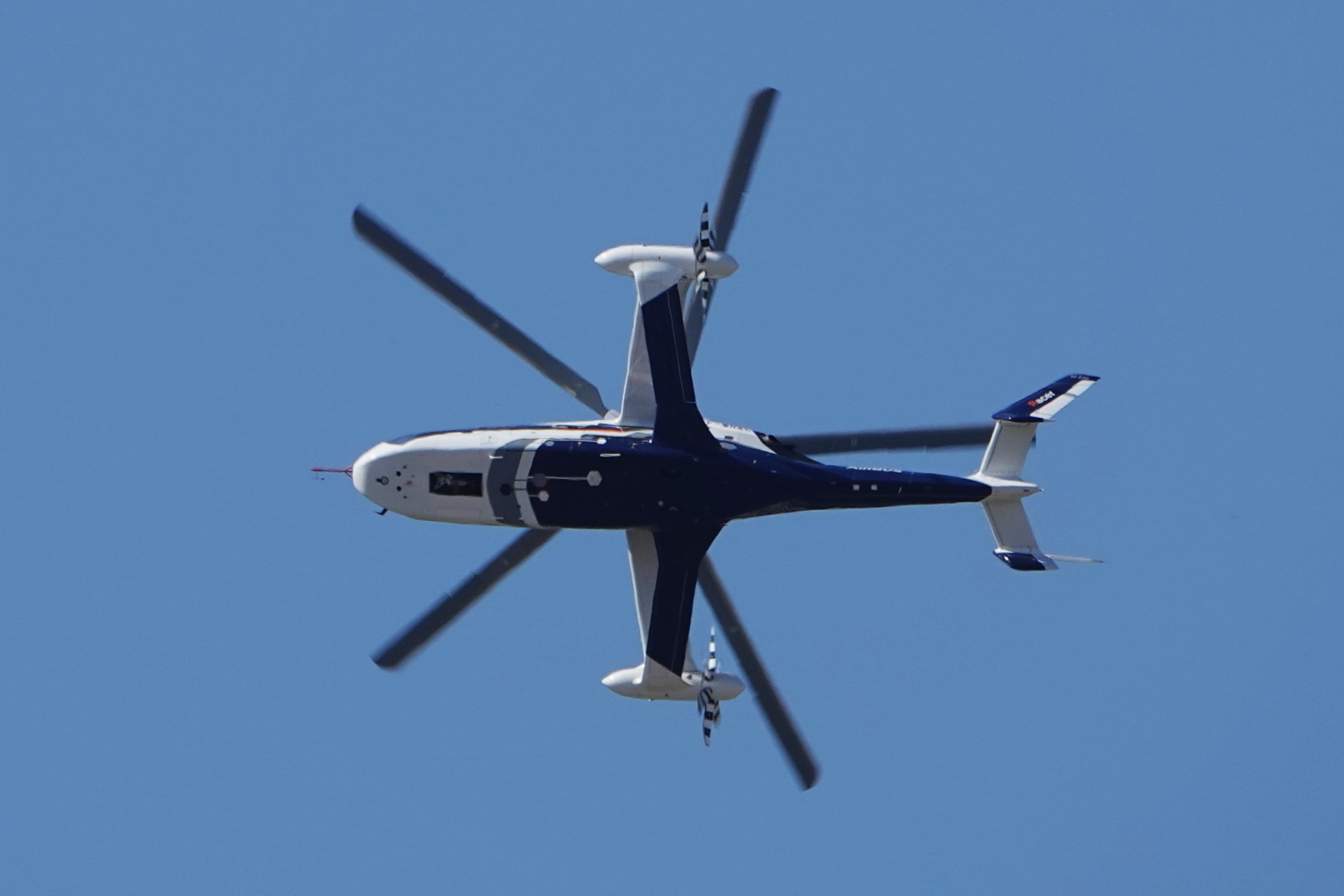
Vue de dessous en 2025.
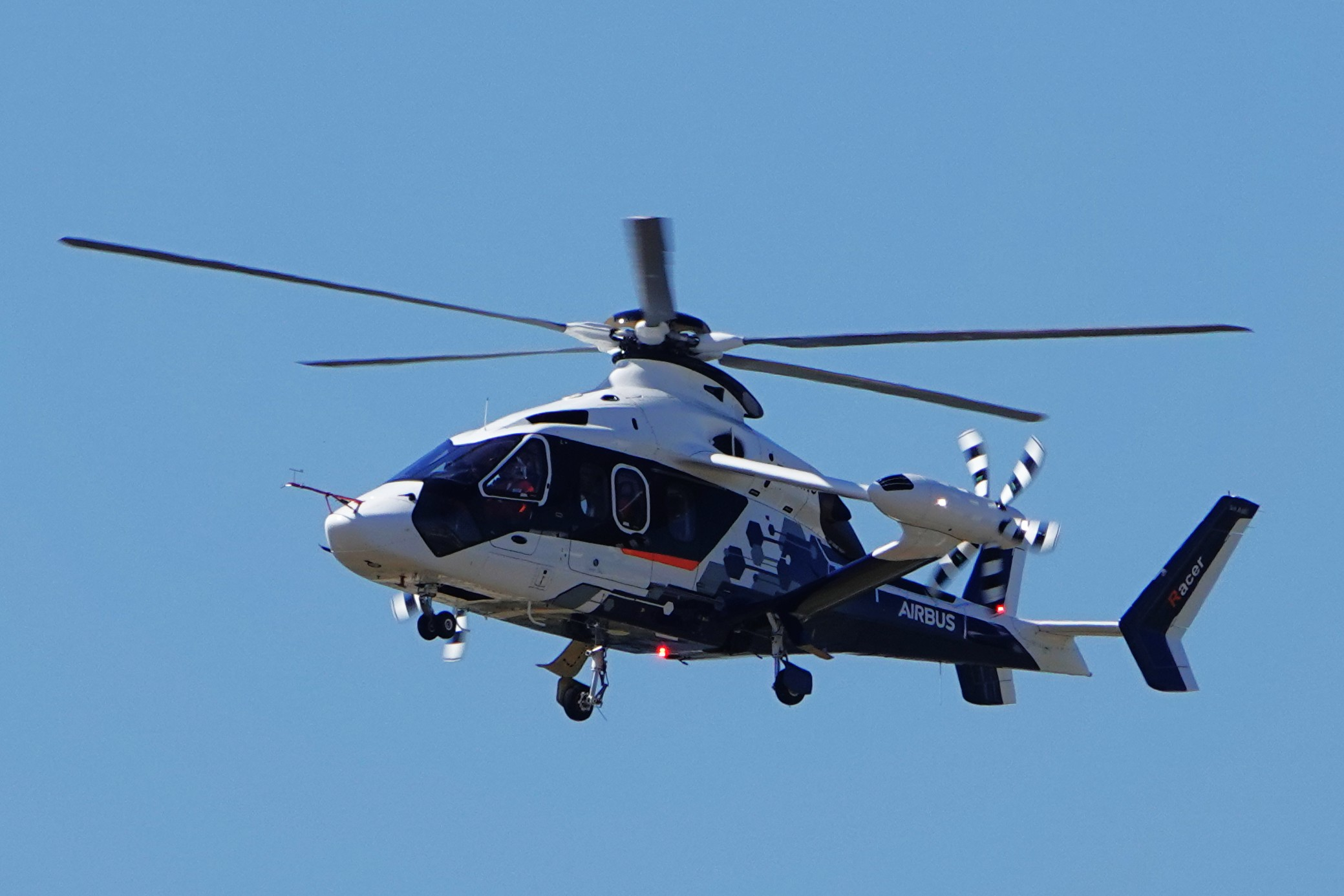
A l'atterrissage en 2025.